# Hydraulické parametry hornin
Vlastnosti hornin v hydrogeologii, které se rozhodujícím způsobem uplatňují při pohybu a akumulaci podzemních tekuti (podzemní voda, plyny, ropa, různé druhy znečišťujících látek v kapalné či plynné formě) se označují jako hydraulické vlastnosti hornin. Základními hydraulickými vlastnostmi horninového prostředí je propustnost a pórovitost. Kvantitativním vyjádřením těchto vlastností jsou pak hydraulické parametry hornin.
Hydraulické parametry hornin popisují v hydrogeologii kvantitativní charakteristiky hydraulických vlastností horninového prostředí. Mají zásadní význam pro hydraulické výpočty v hydrogeologii. Dělí se do několika skupin:
- vodivostně-odporové hydraulické parametry hornin
- objemově-kapacitní (akumulačně-evakuační) hydraulické parametry hornin
- komplexní hydraulické parametry hornin
- kombinované hydraulické parametry hornin

Při charakterizování hydraulických vlastností hornin a jejich kvantifikaci si musíme uvědomovat vedle definic těchto hydraulických parametrů i definice jiných základních hydrogeologických a hydraulických pojmů jako např. hydrogeologický kolektor, hydrogeologický izolátor apod. 
Měli bychom si uvědomovat, že hydrogeologická funkce horniny je relativní a není tedy úplně jednoznačně určena absolutními hodnotami hydraulickýchparametrů, ale je také závislá  i na hydraulických vlastnostech a parametrech hornin v jejich bezprostředním sousedství. Tatáž hornina nebo horninové těleso mohou fungovat různě podle kontextu svého výskytu:

např. vrstva jemného písku uložená v jílech má funkci kolektoru, ale tatáž vrstva uložená jako proplástek v hrubých štěrcích má funkci poloizolátoru nebo dokonce izolátoru.

## Přehled hydraulických parametrů hornin

### Vodivostně-odporové hydraulické parametry hornin
Vyjadřují schopnost hornin nebo horninových těles propouštět tekutiny, resp. klást hydraulický odpor proudící tekutině. Patří sem:
charakteristiky propustnosti
- koeficient propustnosti,
- koeficient filtrace,
- koeficient kapilární konduktivity,
- koeficient netěsnosti),

charakteristiky hydraulického odporu
- koeficient hydraulické rezistivity,
- koeficient hydraulické rezistance poloizolátoru,
- faktor těsnosti

charakteristiky průtočnosti
- koeficient průtočnosti,
- koeficient absolutní průtočnosti.

### Objemově-kapacitní (akumulačně-evakuační) hydraulické parametry hornin
Vyjadřují schopnost hornin a horninových těles pojmout anebo uvolnit určitý objem tekutiny. Používají se tyto parametry:
- koeficient zásobnosti,
- koeficient volné zásobnosti,
- koeficient zásobnosti volné hladiny,
- koeficient pružné zásobnosti,
- koeficient měrné pružné zásobnosti,
- koeficient zpožděné zásobnosti,
- koeficient měrné pružné kapacity,
- koeficient pórovitosti pro jednotlivé druhy pórovitosti,
- statická užitečná kapacita,
- dynamická užitečná kapacita.

### Komplexní parametry
Používají se: 
- barometrická výkonnost zvodněnce,
- přílivová výkonnost zvodněnce.

### Kombinované parametry
Kombinaci předchozích skupin hydraulických parametrů hornin představují:
- koeficient hydraulické difuzivity
- faktor zpožděného uvolňování.

Z ostatních hydraulických parametrů hornin je možné uvést koeficient tortuozity, koeficient filtrační anizotropie, koeficient účinnosti filtračního průřezu a index zpoždění.

## Způsob používání hydraulických parametrů
Na vyjádření základních hydraulických vlastností hornin a horninových těles se používají v praxi dva odlišné systémy hydraulických parametrů hornin: 
- k charakteristice hluboce uložených kolektorů ropy, plynů a vod nebo při odstraňování znečištění podzemních vod, kdy podzemní voda obsahuje různé znečišťující látky mnohdy v množstvích ovlivňujících hustoru nebo viskozitu podzemní vody, se často používá „absolutní" systém, nezávislý na druhu kolektorové tekutiny, použitelný pro ropu, plyn a vodu s různou hustotou a viskozitou (koeficient propustnosti, koeficient absolutní průtočnosti, koeficient měrné pružné kapacity).

- v hydrogeologii prostých podzemních vod je naproti tomu běžný systém speciálních parametrů, vztažených k proudění obyčejné podzemní vody s konkrétní kinematickou viskozitou odpovídající daným kolektorovým podmínkám v nehluboce uloženém zvodněnci (koeficient fíltrace, koeficient průtočnosti, koeficienty zásobnosti).

Při hodnocení hydraulických vlastností hornin podle neúplných a méně přesných vstupních údajů (zejména při regionálním hodnocení) se používají s výhodou namísto uvedených striktně hydraulicky definovaných parametrů aproximativní logaritmické parametry propustnosti a průtočnosti - index propustnosti Z a index průtočnosti Y.